# Горячий Ключ (станция)
Горя́чий Клю́ч — железнодорожная станция Туапсинского региона Северо-Кавказской железной дороги. Расположена в городе Горячий Ключ Краснодарского края, на линии Краснодар — Туапсе.
Станция открыта в 1978 году в составе однопутного участка Энем—Кривенковская.

## Описание
Станция стыкования двух родов тока: постоянного со стороны Туапсе и Сочи и переменного со стороны Краснодара. На станции останавливаются все поезда. Стоянка составляет от 5 минут до 23 (для сезонных и больше, полная смена локомотива) минут. Также станция является конечной для электропоездов соответственно из Краснодара и Туапсе (краснодарские электропоезда прибывают на отдельные тупиковые пути). Располагает 10 путями, цехом эксплуатации локомотивного депо, железнодорожным вокзалом. Через пути станции переброшен пешеходный мост.

Фотогалерея
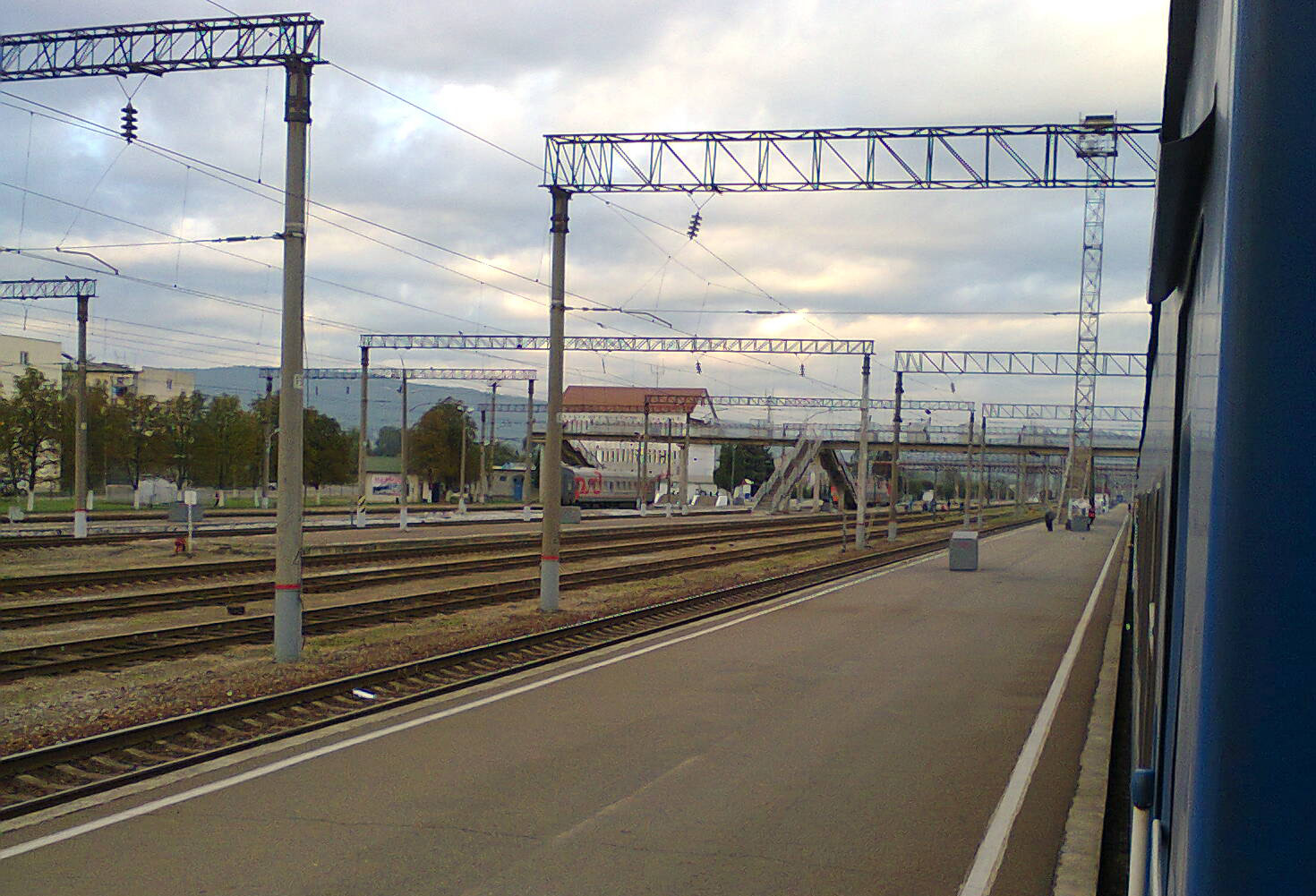
Вид на здание станции с платформы, 2015 год
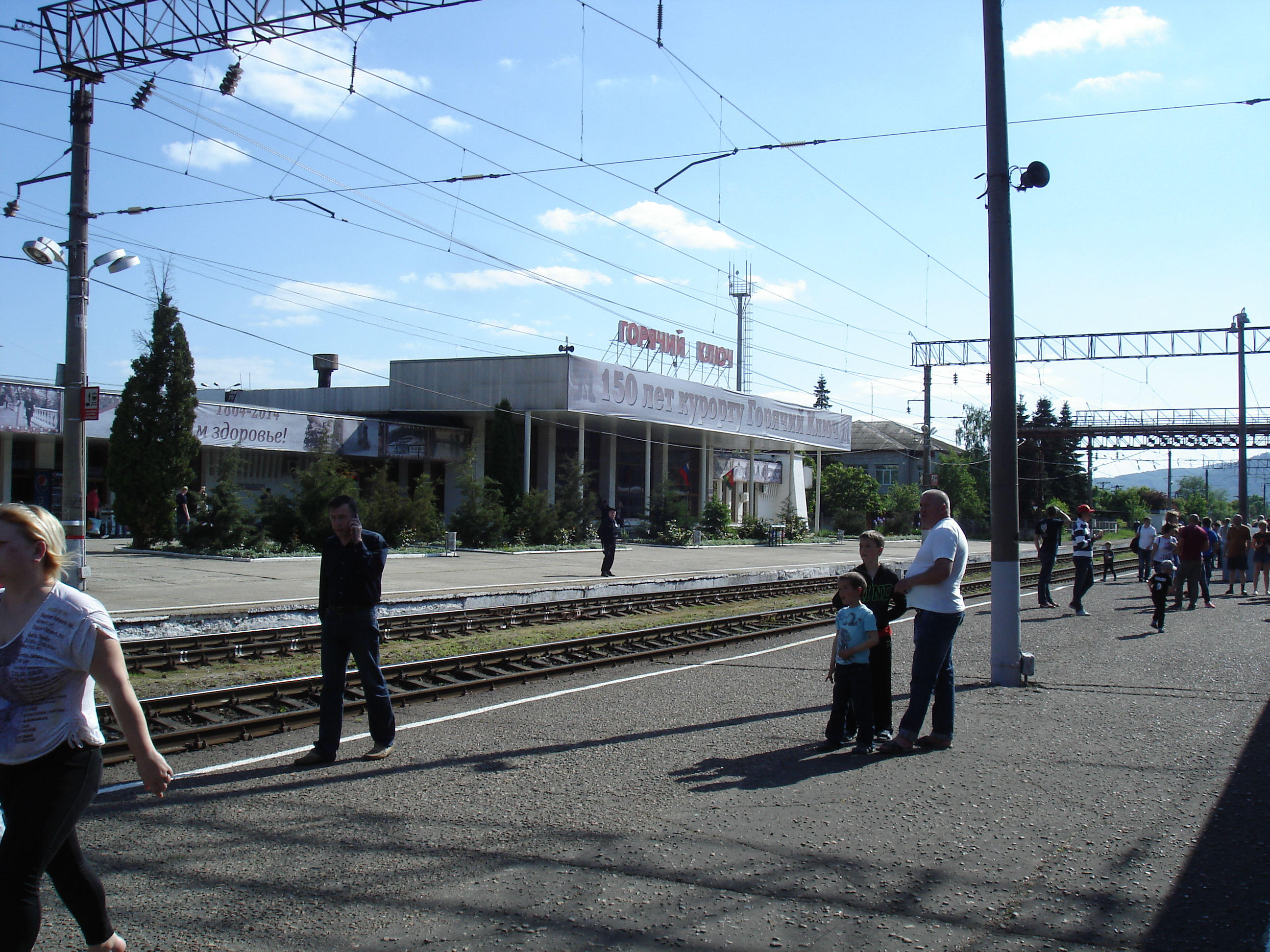
Вид на станцию, 2016 год

## Сообщение по станции
По состоянию на август 2015 года по станции курсируют следующие поезда пригородного сообщения:
| Пригородное | Пригородное              | Пригородное | Пригородное              |
| № поезда    | Маршрут движения         | № поезда    | Маршрут движения         |
| ----------- | ------------------------ | ----------- | ------------------------ |
| 6715        | Краснодар — Горячий Ключ | 6716        | Горячий Ключ — Краснодар |
| 6717        | Краснодар — Горячий Ключ | 6718        | Горячий Ключ — Краснодар |
| 6719        | Краснодар — Горячий Ключ | 6720        | Горячий Ключ — Краснодар |
| 6917        | Горячий Ключ — Туапсе    | 6918        | Туапсе — Горячий Ключ    |
| 6919        | Горячий Ключ — Туапсе    | 6920        | Туапсе — Горячий Ключ    |

### Дальнее
По графику 2024/2027 годов по станции курсируют следующие поезда дальнего следования:
| Круглогодичное обращение поездов | Круглогодичное обращение поездов | Круглогодичное обращение поездов | Круглогодичное обращение поездов |
| № поезда                         | Маршрут движения                 | № поезда                         | Маршрут движения                 |
| -------------------------------- | -------------------------------- | -------------------------------- | -------------------------------- |
| 13                               | Саратов — Адлер                  | 14                               | Адлер — Саратов                  |
| 35 «Северная Пальмира 2-этажный» | Санкт-Петербург — Адлер          | 36 «Северная Пальмира 2-этажный» | Адлер — Санкт-Петербург          |
| 83                               | Москва — Адлер                   | 84                               | Адлер — Москва                   |
| 87                               | Нижний Новгород — Адлер          | 88                               | Адлер — Нижний Новгород          |
| 103 «Премиум» 2-этажный          | Москва — Адлер                   | 104 «Премиум» 2-этажный          | Адлер — Москва                   |
| 115                              | Санкт-Петербург — Адлер          | 116                              | Адлер — Санкт-Петербург          |
| 117                              | Самара — Адлер                   | 118                              | Адлер — Самара                   |
| 127                              | Красноярск — Адлер               | 128                              | Адлер — Красноярск               |
| 301                              | Минск — Адлер                    | 302                              | Адлер — Минск                    |
| 305                              | Москва — Сухум                   | 306                              | Сухум — Москва                   |
| 343                              | Челябинск — Адлер                | 344                              | Адлер — Челябинск                |
| 345                              | Нижневартовск — Адлер            | 346                              | Адлер — Нижневартовск            |
| 353                              | Пермь — Адлер                    | 354                              | Адлер — Пермь                    |
| 359                              | Калининград — Адлер              | 360                              | Адлер — Калининград              |
| 641                              | Ростов-на-Дону — Адлер           | 642                              | Адлер — Ростов-на-Дону           |
| 641 «2-этажный»                  | Ростов-на-Дону — Адлер           | 642 «2-этажный»                  | Адлер — Ростов-на-Дону           |
| 801 «Ласточка»                   | Краснодар — Адлер                | 802 «Ласточка»                   | Адлер — Краснодар                |
| 803 «Ласточка»                   | Краснодар — Имеретинский курорт  | 804 «Ласточка»                   | Имеретинский курорт — Краснодар  |
| 807 «Ласточка»                   | Ростов-на-Дону — Туапсе          | 808 «Ласточка»                   | Туапсе — Ростов-на-Дону          |
| 815 «Ласточка»                   | Краснодар — Роза Хутор           | 816 «Ласточка»                   | Роза Хутор — Краснодар           |
| 821 «Ласточка»                   | Краснодар — Имеретинский курорт  | 822 «Ласточка»                   | Имеретинский курорт — Краснодар  |

| Сезонное обращение поездов | Сезонное обращение поездов        | Сезонное обращение поездов | Сезонное обращение поездов        |
| № поезда                   | Маршрут движения                  | № поезда                   | Маршрут движения                  |
| -------------------------- | --------------------------------- | -------------------------- | --------------------------------- |
| 241                        | Иркутск — Адлер                   | 242                        | Адлер — Иркутск                   |
| 249                        | Новокузнецк — Имеретинский курорт | 250                        | Имеретинский курорт — Новокузнецк |
| 251                        | Барнаул — Адлер                   | 252                        | Адлер — Барнаул                   |
| 269                        | Чита — Адлер                      | 270                        | Адлер — Чита                      |
| 273                        | Северобайкальск — Адлер           | 274                        | Адлер — Северобайкальск           |
| 281                        | Череповец — Адлер                 | 282                        | Адлер — Череповец                 |
| 459                        | Тамбов — Адлер                    | 460                        | Адлер — Тамбов                    |
| 461                        | Уфа — Адлер                       | 462                        | Адлер — Уфа                       |
| 465                        | Астрахань — Имеретинский курорт   | 466                        | Имеретинский курорт — Астрахань   |
| 467                        | Смоленск — Имеретинский курорт    | 468                        | Имеретинский курорт — Смоленск    |
| 471                        | Москва — Адлер                    | 472                        | Адлер — Москва                    |
| 475                        | Москва — Адлер                    | 476                        | Адлер — Москва                    |
| 505                        | Саратов — Имеретинский курорт     | 506                        | Имеретинский курорт — Саратов     |
| 511                        | Москва — Адлер                    | 512                        | Адлер — Москва                    |
| 533                        | Москва — Адлер                    | 534                        | Адлер — Москва                    |
| 537                        | Уфа — Адлер                       | 538                        | Адлер — Уфа                       |
| 545                        | Орск — Имеретинский курорт        | 546                        | Имеретинский курорт — Орск        |
| 555                        | Смоленск — Адлер                  | 556                        | Адлер — Смоленск                  |
| 589                        | Новый Уренгой — Тюмень — Адлер    | 590                        | Адлер — Тюмень — Новый Уренгой    |

Маршрут через Краснодар и Горячий Ключ по протяжённости заметно короче, чем через Армавир и Белореченскую (при отсчёте километров от Ростова-на-Дону). Поэтому подавляющее большинство поездов адлерского направления следуют именно по нему с целью экономии времени.